# ديفيد كوريش
ديفيد كوريش (بالإنجليزية: David Koresh) ( أغسطس، 17 أغسطس 1959—19 أبريل 1993)، ولد باسم فيرنون اين هاول، كان قائد طائفة الفرع الداوودي الدينية، يؤمن بكونه النبي الأخير. حاول تغيير اسمه رسمياً إلى ديفيد كوريش 15 مايو 1990.في 1993 هوجم من طرف مكتب الكحول والتبغ والأسلحة النارية والمتفجرات الأمريكي، وحصره من طرف مكتب التحقيقات الفيدرالي انتهى بحرق مزرعة الفرع الداوودي في واكو، تكساس في مقاطعة ماكلينن.
كوريش مع 54 بالغين و 21 أطفال عثر عليهم ميتين بعد الحريق.
تنسب جماعة الديفديين إلى داود الذي سيخرج من نسله ملك اليهود المنتظر هذه الجماعة لم تنشأ مع ظهور ديفيد كوريش بل ترجع بدايتها إلى عام 1935 ميلادية عندما كونها مهاجر بلغاري يدعى فيكتور هاتف وقد ولد عام 1886 وتوفي عام 1955 كان هاتف مديرًا لمدارس الكنيسة في لوس أنجلوس وقد نذر نفسه للإعداد والتهيئة لخروج المسيح فكون تلك الجماعة ولكن الكنيسة طردته عام 1935 فأسس جماعة الداووديين أو الديفديين وانضم إلى نحو مائة شخص من ويكو بتكساس، وأقام لهم مجمعًا على مساحة ثلاثمائة وخمسة وسبعين هكتاراً وأطلقوا على المجمع جبل الكرمل، ووعدهم زعيم الجماعة بالانتقال إلى فلسطين ليكونوا طلائع جنود المسيح عندما ينزل مع قدوم الألفية، وتوسعت جماعة الديفديين بعد ذلك من مدن عديدة في أميركا الشمالية وبريطانيا وأستراليا، ولما مات هاتف عام 1955 خلفته في قيادة الجماعة زوجته فلورانس هاتف ثم بدأت الجماعة تُخترق من قبل اليهود، وأسست فرعًا لها في إسرائيل، وقد تولى قيادة الجماعة بعد فلورانس رجل آخر هو بن رودن وزوجته لويس التي ادعت أن الروح القدس هو في الحقيقة سيكون امرأة في حال عودته وتلقت دعماً للجماعة من شخص يدعى فيرمون دانهول وهو نفسه الذي أطلق على نفسه داوود كوريش، وكوريش هو اسم الملك الفارسي الذي أعاد اليهود من السبي وانتقلت القيادة إلى كورش وزعم أن أتباعه سيكونون مائة وأربعة وأربعين ألفاً حسب رؤيا يوحنا وسيحكمون العالم لمدة ألف عام تحت قيادته باعتباره هو نفسه المسيح.

## روابط خارجية
- ديفيد كوريش على موقع IMDb (الإنجليزية)
- ديفيد كوريش على موقع الموسوعة البريطانية (الإنجليزية)
- ديفيد كوريش على موقع ميوزك برينز (الإنجليزية)
- ديفيد كوريش على موقع إن إن دي بي (الإنجليزية)
- ديفيد كوريش على موقع ديسكوغز (الإنجليزية)